# La Digue (film)
Pour plus de détails, voir Fiche technique et Distribution.
La Digue (ou Pour sauver la Hollande) est un film muet français réalisé par Abel Gance, sorti en 1911.

## Fiche technique
- Titre : La Digue
- Titre alternatif : Pour sauver la Hollande
- Réalisation  et scénario : Abel Gance
- Société de production : Le film français
- Pays d'origine :  France
- Langue : film muet avec les intertitres  en français
- Format : Noir et blanc — 35 mm — 1,33:1 — Muet
- Dates de sortie : 
  -  France : 1911

## Distribution
- Robert Lévy
- Paulette Noizeux
- Pierre Renoir
- Jean Toulout